# Arquipélago Los Hermanos

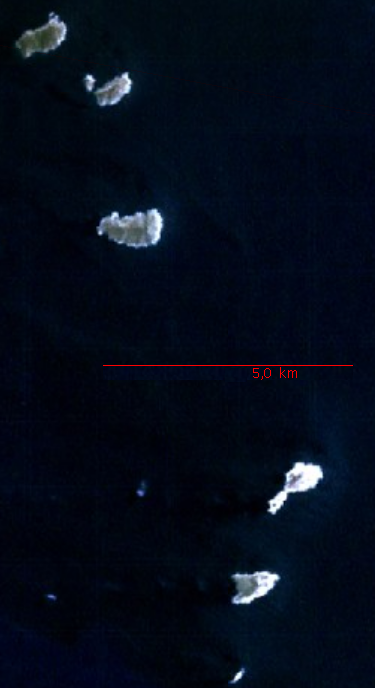
A vista de satélite

O Arquipélago Los Hermanos é uma cadeia de sete ilhéus rochosos e estéreis que faz parte das Dependências Federais da Venezuela.
As ilhas são:
- Ilha Orquilla
- Ilhote El Rajao
- Ilha de Los Morochos
- Ilhote Papelón
- Ilha Grueso
- Ilha do Pico (Ilha de Pando)
- Ilha Fondeadero
- Ilha Chiquitos